# 阿尔比亚斯
阿尔比亚斯（法語：Albias，法語發音：[albjas]）是法国奧克西塔尼大區塔恩-加龙省的一个市镇，属于蒙托邦区。

## 地理
阿尔比亚斯（44°5'24"N, 1°26'58"E）面积21.6 平方千米，位于法国奧克西塔尼大區塔恩-加龙省，该省份为法国西南部内陆省份，北起顺时针与洛特省、阿韦龙省、塔恩省、上加龙省、热尔省和洛特-加龙省接壤。
与阿尔比亚斯接壤的市镇（或旧市镇、城区）包括：凯拉克、洛诺尔德科斯、拉莫特-卡普德维尔、米拉贝尔、蒙托邦、内格勒珀利斯、雷阿尔维尔、圣艾蒂安德蒂尔蒙。

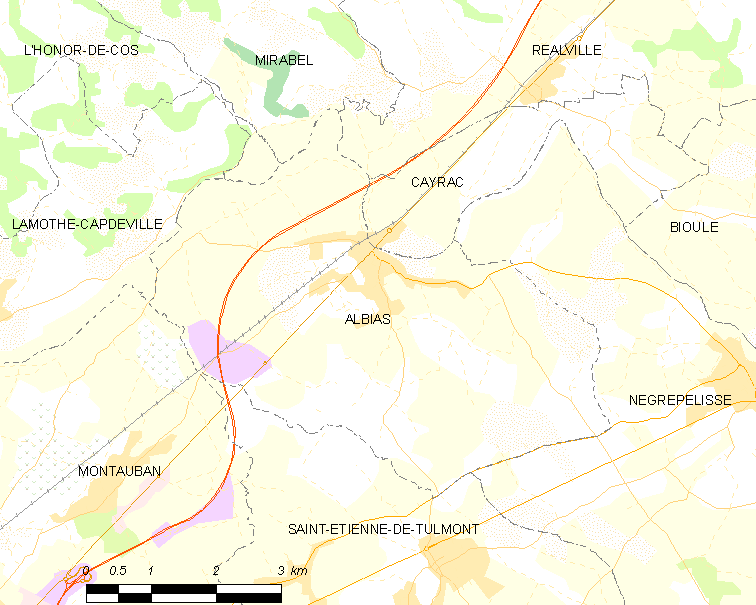
阿尔比亚斯的OSM定位图

阿尔比亚斯的时区为UTC+01:00、UTC+02:00（夏令时）。

## 行政
阿尔比亚斯的邮政编码为82350，INSEE市镇编码为82002。

## 政治
阿尔比亚斯所属的省级选区为凯尔西-阿韦龙县。

## 人口

1962-2008年间阿尔比亚斯人口变化图示

阿尔比亚斯于2022年1月1日时的人口数量为3272人。